# Федварська волость
Федварська волость — історична адміністративно-територіальна одиниця Олександрійського повіту Херсонської губернії.
Станом на 1886 рік складалася з єдиного поселення, єдиної сільської громади. Населення — 4927 осіб (2391 чоловічої статі та 2536 — жіночої), 833 дворових господарства.
|                     | Площа, десятин | У тому числі орної, дес. |
| ------------------- | -------------- | ------------------------ |
| Сільських громад    | 8583           | 522                      |
| Приватної власності | —              | —                        |
| Казенної власності  | 760            | 191                      |
| Іншої власності     | 50             | 40                       |
| Загалом             | 9393           | 5953                     |

Поселення волості:
- Федвар — село при річці Вершино-Северинівка за 70 верст від повітового міста, 4927 осіб, 819 дворів, православна церква, школа, 4 крамниці, винний склад, базари щовівторка та щосуботи.